# Tiphia nathani
Tiphia nathani (лат.) — вид ос рода Tiphia из семейства Tiphiidae инфраотряда жалящих перепончатокрылых (Hymenoptera). Индия, Таиланд.

## Описание
Жалящие перепончатокрылые. Длина тела 10,3—14,1 мм (самки) и 6,9—9,1 мм (самцы). Клипеус самца полностью пунктирован, срединное расширение бидентатное; дорсальный пронотальный киль встык с отчетливыми гребнями; латеральная сторона пронотума с бороздкой не полностью по диску; верхняя половина латеральной стороны проподеума с широко расставленными шероховатостями; метанотум крупно пунктирован; переднее крыло густо инфумировано с краевой ячейкой умеренно длиннее второй кубитальной ячейки в апикальном расширении. Клипеус самки с базальной половиной пунктирован, апикальная половина гладкая, срединное расширение округлое; латеральная сторона переднеспинки с отчетливой бороздкой; метанотум густо усеян крупными точками; дорсальная сторона проподеума с удлиненной ареолой, латеральный киль выпуклый к основанию; задняя сторона проподеума без срединного киля; переднее крыло темно-инфумированное; краевая ячейка переднего крыла без терминального шпорца; бёдра средних и задних лапок ярко-красные до оранжевых; задний базитарзус без бороздки. Личинки предположительно, как и близкие виды, паразитируют на пластинчатоусых жуках (Scarabaeidae, Rutelidae, Cetoniinae). Вид был впервые описан в 1975 году американским энтомологом Гарри Виллисом Алленом (1892—1981), а его валидный статус подтверждён в 2022 году.